# Lobidion punctatissimum
Lobidion punctatissimum là một loài bọ cánh cứng trong họ Bọ hung (Scarabaeidae).